# Theloderma nebulosum
Theloderma nebulosum é uma espécie de anfíbio anuro da família Rhacophoridae. Está presente no Vietname. A UICN classificou-a como em perigo de extinção.